# Cribrostomellus
Cribrostomellus es un género de foraminífero bentónico de la subfamilia Recurvoidinae, de la familia Ammosphaeroidinidae, de la superfamilia Recurvoidoidea, del suborden Lituolina y del orden Lituolida. Su especie tipo es Cribrostomellus apertus. Su rango cronoestratigráfico abarca el Holoceno.

## Discusión
Clasificaciones previas incluían Cribrostomellus en la familia Haplophragmoididae y superfamilia Lituoloidea, así como en el suborden Textulariina del orden Textulariida, o en el orden Lituolida sin diferenciar el suborden Lituolina.

## Clasificación
Cribrostomellus incluye a las siguientes especies:
- Cribrostomellus apertus